# یانیشوو
یانیشوو (انگلیسی: Yanyshevo) یک شهرک در شهرستان بلاگووارسکی باشقیرستان کشور روسیه است.